# Lista siturilor arheologice din județul Buzău - U
Lista siturilor arheologice din județul Buzău - U conține toate siturile arheologice din județul Buzău înscrise în Repertoriul Arheologic Național (RAN) și aflate în localități al căror nume începe cu litera U. RAN este administrat de Ministerul Culturii și Patrimoniului Național și cuprinde date științifice, cartografice, topografice, imagini și planuri, precum și orice alte informații privitoare la zonele cu potențial arheologic, studiate sau nu, încă existente sau dispărute.
Puteți căuta un sit din localitățile care încep cu litera U folosind formularul de mai jos sau puteți naviga prin toate siturile din județ la Lista siturilor arheologice din județul Buzău.
| Cod RAN                                  | Denumire | Localitate                       | Adresă             | Datare                                     | Descoperit | Coordonate | Imagine           | Erori            |
| ---------------------------------------- | --- | -------------------------------- | ------------------ | ------------------------------------------ | ---------- | ---------- | ----------------- | ---------------- |
| 47364.01.01                              | Așezarea medievală de la Unguriu / ansamblu anonim (Categorie: locuire civilă) (Tip: Așezare)                                                                | sat Unguriu, comuna Unguriu      |                    |                                            |            |            | Încărcați imagine | Raportați eroare |
| 49607.02.01                              | Necropola de la Udați-Lucieni - "Movila Udați" / ansamblu anonim (Categorie: descoperire funerară) (Tip: Necropolă)                                          | sat Udați-Lucieni, comuna Smeeni | Movila Udați       | sec. IV                                    |            |            | Încărcați imagine | Raportați eroare |
| 49607.02.02                              | Necropola de la Udați-Lucieni - "Movila Udați" / ansamblu anonim (Categorie: descoperire funerară) (Tip: Necropolă)                                          | sat Udați-Lucieni, comuna Smeeni | Movila Udați       | sec. IX-XI                                 |            |            | Încărcați imagine | Raportați eroare |
| 49901.09.01                              | Așezarea Latene de la Ulmeni / ansamblu anonim (Categorie: locuire civilă) (Tip: Așezare)                                                                    | sat Ulmeni, comuna Ulmeni        |                    |                                            |            |            | Încărcați imagine | Raportați eroare |
| 49901.08.01                              | Situl arheologic de la Ulmeni / ansamblu anonim (Categorie: locuire civilă) (Tip: Așezare)                                                                   | sat Ulmeni, comuna Ulmeni        |                    |                                            |            |            | Încărcați imagine | Raportați eroare |
| 49901.08.02                              | Situl arheologic de la Ulmeni / ansamblu anonim (Categorie: locuire civilă) (Tip: Așezare)                                                                   | sat Ulmeni, comuna Ulmeni        |                    |                                            |            |            | Încărcați imagine | Raportați eroare |
| 49901.07.01                              | Necropola de la Ulmeni - "Movila Țigănilă" / ansamblu anonim (Categorie: descoperire funerară) (Tip: Necropolă)                                              | sat Ulmeni, comuna Ulmeni        | Movila Țigănilă    |                                            |            |            | Încărcați imagine | Raportați eroare |
| 49901.07.02                              | Necropola de la Ulmeni - "Movila Țigănilă" / ansamblu anonim (Categorie: descoperire funerară) (Tip: Necropolă)                                              | sat Ulmeni, comuna Ulmeni        | Movila Țigănilă    |                                            |            |            | Încărcați imagine | Raportați eroare |
| 49901.06.01                              | Situl arheologic de la Ulmeni - "La Gheorghin" / ansamblu anonim (Categorie: locuire) (Tip: Așezare)                                                         | sat Ulmeni, comuna Ulmeni        | La Gheorghin       |                                            |            |            | Încărcați imagine | Raportați eroare |
| 49901.06.02                              | Situl arheologic de la Ulmeni - "La Gheorghin" / ansamblu anonim (Categorie: locuire) (Tip: Necropolă)                                                       | sat Ulmeni, comuna Ulmeni        | La Gheorghin       |                                            |            |            | Încărcați imagine | Raportați eroare |
| 49901.06.03                              | Situl arheologic de la Ulmeni - "La Gheorghin" / ansamblu anonim (Categorie: locuire) (Tip: Așezare)                                                         | sat Ulmeni, comuna Ulmeni        | La Gheorghin       |                                            |            |            | Încărcați imagine | Raportați eroare |
| 49901.06.04                              | Situl arheologic de la Ulmeni - "La Gheorghin" / ansamblu anonim (Categorie: locuire) (Tip: Necropolă)                                                       | sat Ulmeni, comuna Ulmeni        | La Gheorghin       |                                            |            |            | Încărcați imagine | Raportați eroare |
| 49901.06.05                              | Situl arheologic de la Ulmeni - "La Gheorghin" / ansamblu anonim (Categorie: locuire) (Tip: Așezare)                                                         | sat Ulmeni, comuna Ulmeni        | La Gheorghin       | sec. III-XI                                |            |            | Încărcați imagine | Raportați eroare |
| 49901.06.06                              | Situl arheologic de la Ulmeni - "La Gheorghin" / ansamblu anonim (Categorie: locuire) (Tip: Necropolă)                                                       | sat Ulmeni, comuna Ulmeni        | La Gheorghin       | sec. III-XI                                |            |            | Încărcați imagine | Raportați eroare |
| 49901.05.01                              | Necropola de la Ulmeni - "Movila Ulmeni" / ansamblu anonim (Categorie: descoperire funerară) (Tip: Necropolă)                                                | sat Ulmeni, comuna Ulmeni        | Movila Ulmeni      |                                            |            |            | Încărcați imagine | Raportați eroare |
| 49901.05.02                              | Necropola de la Ulmeni - "Movila Ulmeni" / ansamblu anonim (Categorie: descoperire funerară) (Tip: Necropolă)                                                | sat Ulmeni, comuna Ulmeni        | Movila Ulmeni      | sec. III - VI                              |            |            | Încărcați imagine | Raportați eroare |
| 49901.04.01                              | Situl arheologic funerar de la Ulmeni / ansamblu anonim (Categorie: descoperire funerară) (Tip: Necropolă)                                                   | sat Ulmeni, comuna Ulmeni        |                    |                                            |            |            | Încărcați imagine | Raportați eroare |
| 49901.04.02                              | Situl arheologic funerar de la Ulmeni / ansamblu anonim (Categorie: descoperire funerară) (Tip: Necropolă)                                                   | sat Ulmeni, comuna Ulmeni        |                    |                                            |            |            | Încărcați imagine | Raportați eroare |
| 49901.04.03                              | Situl arheologic funerar de la Ulmeni / ansamblu anonim (Categorie: descoperire funerară) (Tip: Necropolă)                                                   | sat Ulmeni, comuna Ulmeni        |                    | sec. III-IV                                |            |            | Încărcați imagine | Raportați eroare |
| 49901.01.01                              | Situl arheologic de la Ulmeni / ansamblu anonim (Categorie: locuire civilă) (Tip: Așezare)                                                                   | sat Ulmeni, comuna Ulmeni        |                    |                                            |            |            | Încărcați imagine | Raportați eroare |
| 49901.01.02                              | Situl arheologic de la Ulmeni / ansamblu anonim (Categorie: locuire civilă) (Tip: Așezare)                                                                   | sat Ulmeni, comuna Ulmeni        |                    | sec. III-IV                                |            |            | Încărcați imagine | Raportați eroare |
| 50380.02.01                              | Situl arheologic de la Ursoaia - "În cimitir" / ansamblu anonim (Categorie: locuire civilă) (Tip: Așezare)                                                   | sat Ursoaia, comuna Viperești    |                    |                                            |            |            | Încărcați imagine | Raportați eroare |
| 50380.02.02                              | Situl arheologic de la Ursoaia - "În cimitir" / ansamblu anonim (Categorie: locuire civilă) (Tip: Așezare)                                                   | sat Ursoaia, comuna Viperești    |                    |                                            |            |            | Încărcați imagine | Raportați eroare |
| 50380.02.03                              | Situl arheologic de la Ursoaia - "În cimitir" / ansamblu anonim (Categorie: locuire civilă) (Tip: Așezare)                                                   | sat Ursoaia, comuna Viperești    |                    |                                            |            |            | Încărcați imagine | Raportați eroare |
| 49607.01.01 (Cod LMI: BZ-I-m-B-02294.02) | Situl arheologic de la Udați-Lucieni - "La Pascali" / ansamblu anonim (Categorie: locuire civilă) (Tip: Așezare)                                             | sat Udați-Lucieni, comuna Smeeni | La Pascali         | Sântana de Mureș - Cerneahov sec. III - IV |            |            | Încărcați imagine | Raportați eroare |
| 49607.01.02 (Cod LMI: BZ-I-m-B-02294.01) | Situl arheologic de la Udați-Lucieni - "La Pascali" / ansamblu anonim (Categorie: locuire civilă) (Tip: Așezare)                                             | sat Udați-Lucieni, comuna Smeeni | La Pascali         | Dridu sec. IX - X                          |            |            | Încărcați imagine | Raportați eroare |
| 49901.03.01 (Cod LMI: BZ-I-m-B-02295.07) | Situl arheologic de la Ulmeni - "Movila lui Reteșan" / ansamblu anonim(La Teișanu, "La puțul dealului", "Trei movile") (Categorie: locuire) (Tip: Așezare)   | sat Ulmeni, comuna Ulmeni        | Movila lui Reteșan | mil V                                      |            |            | Încărcați imagine | Raportați eroare |
| 49901.03.02 (Cod LMI: BZ-I-m-B-02295.06) | Situl arheologic de la Ulmeni - "Movila lui Reteșan" / ansamblu anonim(La Teișanu, "La puțul dealului", "Trei movile") (Categorie: locuire) (Tip: Așezare)   | sat Ulmeni, comuna Ulmeni        | Movila lui Reteșan |                                            |            |            | Încărcați imagine | Raportați eroare |
| 49901.03.03 (Cod LMI: BZ-I-m-B-02295.05) | Situl arheologic de la Ulmeni - "Movila lui Reteșan" / ansamblu anonim(La Teișanu, "La puțul dealului", "Trei movile") (Categorie: locuire) (Tip: Așezare)   | sat Ulmeni, comuna Ulmeni        | Movila lui Reteșan | sec. XII - V a. Chr.                       |            |            | Încărcați imagine | Raportați eroare |
| 49901.03.04 (Cod LMI: BZ-I-m-B-02295.04) | Situl arheologic de la Ulmeni - "Movila lui Reteșan" / ansamblu anonim(La Teișanu, "La puțul dealului", "Trei movile") (Categorie: locuire) (Tip: Necropolă) | sat Ulmeni, comuna Ulmeni        | Movila lui Reteșan | sec. II - III p. Chr.                      |            |            | Încărcați imagine | Raportați eroare |
| 49901.03.05 (Cod LMI: BZ-I-m-B-02295.03) | Situl arheologic de la Ulmeni - "Movila lui Reteșan" / ansamblu anonim(La Teișanu, "La puțul dealului", "Trei movile") (Categorie: locuire) (Tip: Necropolă) | sat Ulmeni, comuna Ulmeni        | Movila lui Reteșan | sec. IV - VI                               |            |            | Încărcați imagine | Raportați eroare |
| 49901.03.06 (Cod LMI: BZ-I-m-B-02295.02) | Situl arheologic de la Ulmeni - "Movila lui Reteșan" / ansamblu anonim(La Teișanu, "La puțul dealului", "Trei movile") (Categorie: locuire) (Tip: Necropolă) | sat Ulmeni, comuna Ulmeni        | Movila lui Reteșan | sec. VIII - XI                             |            |            | Încărcați imagine | Raportați eroare |
| 50380.01.01 (Cod LMI: BZ-I-m-B-02296.01) | Situl arheologic de la Ursoaia - "La Movilă" / ansamblu anonim (Categorie: locuire civilă) (Tip: Așezare)                                                    | sat Ursoaia, comuna Viperești    | La movilă          | sec. XVI - XVIII                           |            |            | Încărcați imagine | Raportați eroare |
| 50380.01.02 (Cod LMI: BZ-I-m-B-02296.02) | Situl arheologic de la Ursoaia - "La Movilă" / ansamblu anonim (Categorie: locuire civilă) (Tip: Așezare)                                                    | sat Ursoaia, comuna Viperești    | La movilă          |                                            |            |            | Încărcați imagine | Raportați eroare |
| 49901.02.01 (Cod LMI: BZ-I-m-B-02295.01) | Așezarea medievală de la Ulmeni - "La Biserica veche" / ansamblu anonim (Categorie: locuire civilă) (Tip: Așezare)                                           | sat Ulmeni, comuna Ulmeni        | La Biserica veche  | sec. XVI - XVIII                           |            |            | Încărcați imagine | Raportați eroare |